# 데릭 콜스태드
데릭 콜스태드(영어: Derek Kolstad, 1974년 4월 4일 ~ )는 미국의 영화 각본가 겸 제작자이다. 영화 존 윅 시리즈의 총괄 제작자로 유명하다.